# Steunzool
Een steunzool is een binnenzool voor in een schoen dat de voeten, en met name de voetbogen extra ondersteunt. Het wordt ook wel correctiezool, (inleg)zooltje of inlay genoemd.
Steunzolen worden met name gebruikt door mensen met een voetafwijking, zoals plat-,hol-, spreid-, en/of knikvoeten, maar ook wel voor pijnklachten aan bijvoorbeeld de knieën, heupen of lage rug. Deze zooltjes of inlays kunnen verschillende resultaten beogen. Men hoopt de voeten hun verstoorde voetfuncties weer terug te geven, bewijs voor de werkzaamheid ontbreekt.
In de jaren 1960 tot 1980 werden de zooltjes vaak bij kinderen in de groeiperiode voorgeschreven. Er werd gedacht dat kindervoeten zwak waren en gesteund dienden te worden. Tegenwoordig wordt daar geheel anders over gedacht en krijgen kinderen hoogstens een paar therapeutische zooltjes voor een beperkte periode aangemeten die tijdens de groeiperiode de spieren, banden en pezen sterk zouden maken.
Vanaf de jaren 1980 begonnen voetdeskundigen zoals podotherapeuten, podologen en podoposturaal therapeuten steunzolen voor te schrijven. Er werd gewerkt met nieuwe materiaalsoorten en technieken.

## Aanmeten en materialen
Vroeger werd door een orthopedisch schoenmaker een gipsafdruk gemaakt op basis waarvan een steunzool werd opgebouwd. Na 1960 kwamen voorgevormde standaard steunzolen of kuipjes in de handel die met leer op maat gemaakt werden. Voor een moderne steunzool wordt een dynamische- en een statische afdruk of scan gemaakt.
Een steunzool kan van verschillende materialen worden gemaakt zoals metaal, kurk of kunststof. Schoenen waar de zooltjes in worden gedragen dienen daarvoor wel geschikt te zijn. Het schoeisel dient te zijn voorzien van een gemakkelijk verwijderbaar voetbed en bij voorkeur ook van een dichte hiel en vetersluiting.